# Trichosteleum
Trichosteleum là một chi rêu trong họ Sematophyllaceae.